# Slasherfilm
Slasherfilm er en undergenre af horrorfilmgenren, der ofte omhandler en psykopatisk morder som systematisk dræber sine ofre. Med hjælp fra moderne filmteknologi lægger slasherfilm meget vægt på den grafiske frembringelse af blodige og brutale scener. Den ekstreme vold involverer ofte mord med skarpe genstande, hvoraf ordet "slahser" kommer. Ofrene i denne genre er hyppigt teenagere, der er uden for deres forældres opsyn, og går til vilde fester, hvor alkohol, stoffer og sex er involveret. Der findes ofte en baggrundshistorie, der forklarer, hvorfor morderen udviklede sine psykopatiske tendenser. I mange tilfælde ligger der et hævnmotiv bag det, som for eksempel ses i Fredag den 13., hvor Mrs. Voorhees vil hævne sin søn eller i Halloween, hvor Michael Myers vender tilbage som voksen, for at dræbe sin søster.
Der er bred enighed om at Alfred Hitchcocks Psycho fra 1960, var den første slasherfilm. Psycho kombinerede psykologisk og realistisk horror. Blodudgydelse blev mere åbent og grafisk bedre. Trods dette kom der næsten til at gå 20 år, før slashergenren blev fuldkommen etableret og kendt. I 1978 skrev og instruerede John Carpenter filmen Halloween med et budget på $300.000. Ikke blot havde filmen stor succes, men den var også en katalysator der satte gang i slasherbølgen. Det kunne blandt andet ses med udgivelsen af Fredag den 13 og Prom Night, der indeholdt mange elementer fra Halloween, som eksempelvis den maskerede morder.

## Kendte slasherfilm
- Psycho (1960)
- Texas Chainsaw Massacre (1974) Halloween (1978)
- Fredag den 13. (1980)
- A Nightmare on Elm Street (1984)
- Scream (1996)
- Prom Night (2008)

## Fodnoter
1. 1 2  Jennings 2003, s. 162
2. ↑  "All experts: Slasher". Arkiveret fra originalen 5. april 2010. Hentet 20. september 2009.
3. ↑  "The slasher movie: An introduction". Daniel Stephens. Hentet 2009-09-20.{{cite web}}:  CS1-vedligeholdelse: url-status (link)
4. ↑  Jennings 2003, s. 161
5. ↑  "The Slasher Film Genre: Its Rise & Fall from Grace". Steven J. Lohmann. Arkiveret fra originalen 28. juni 2013. Hentet 2009-09-20.